# هلوبوکه
هلوبوکه (به چکی: Hluboké) یک منطقهٔ مسکونی در جمهوری چک است که در منطقه تربیچ واقع شده‌است.
 هلوبوکه ۴٫۲۷ کیلومتر مربع مساحت و ۲۱۷ نفر جمعیت دارد و ۴۶۰ متر بالاتر از سطح دریا واقع شده‌است.